# Jefatura de Sanidad Operativa

Escudo de la Jefatura de Sanidad Operativa de las FAS.

La Jefatura de Sanidad Operativa (JESANOP), hoy conocida como Jefatura Conjunta de Sanidad (JECOSAN), es la unidad de las Fuerzas Armadas de España, integrada en el Estado Mayor Conjunto de la Defensa, cuyas funciones se encuentran descritas en el artículo 3.7 de la Orden del Ministerio de Defensa 710/2020, de 27 de julio. La Jefatura Conjunta de Sanidad es responsable de dirigir y coordinar los aspectos relacionados con la sanidad operativa de las Fuerzas Armadas, en el ámbito de sus competencias. Para ello, imparte directrices dirigidas a orientar la preparación y empleo de las capacidades sanitarias operativas derivadas del Planeamiento Militar. Además, participa en el desarrollo y establecimiento de las normas de acción conjunta en este ámbito Además, asesora al Jefe de Estado Mayor de la Defensa para el desarrollo y establecimiento de las normas de acción conjunta en este ámbito.
La Jefatura de Sanidad Operativa cuenta con la siguiente estructura:
- Secretaría (SEC-JECOSAN).
- Sección de Planes (SEPLA).
- Sección de Análisis (SEAN).